# Temple Grignan
Le temple Grignan est un lieu de culte protestant situé 15 rue Grignan, dans le quartier du Vieux-Port de Marseille. La paroisse est membre de l'Église protestante unie de France.
Des cultes y sont célébrés chaque dimanche à 10h30, et certains samedis. S'y déroulent aussi de nombreux concerts, conférences et autres activités culturelles.

## Histoire
En 1532, les Vaudois du Luberon adhèrent à la Réforme protestante. En 1545, le président du Parlement d'Aix Jean Maynier organise une expédition punitive, et les protestants sont massacrés, envoyés aux galères à Marseille, à l'arsenal des galères dans l'actuel cours Honoré-d'Estienne-d'Orves, ou emprisonnés au château d'If. L'Église est dressée en 1559 par un pasteur de Genève, comme le signale une plaque commémorative apposée lors du troisième jubilé séculaire le 23 mai 1859, avec comme citation « L’Éternel nous a secourus jusqu'ici » I Samuel VII, 12.
À la fin du XVIIIe siècle, les protestants marseillais émergent de la clandestinité. Avec des marchands étrangers et des expatriés suisses, ils font célébrer des cultes dans les consulats étrangers, en particulier ceux du Royaume-Uni et des Pays-Bas. Vers 1780, ils célèbrent leur culte chemin de Malaval. Les pasteurs Paul Rabaut et Jacques Antoine Rabaut-Pommier se succèdent auprès de la communauté. En 1792, un local est brièvement aménagé rue du Tapis-Vert, puis en 1801 est louée la salle du Vieux-Concert au 10 rue Venture,,,.
En 1803, dans le cadre des articles organiques du Régime concordataire français, le Premier consul Napoléon Bonaparte reconnaît le Consistoire de l'Église réformée de Marseille. Une subvention est demandée au préfet en 1919 et, en octobre 1822, la communauté achète un terrain à proximité de l'ancienne salle. Une aile de l’ancien hôtel du négociant Jean Payan, situé rue Grignan, est achetée. Il est à l'emplacement de l'ancien hôtel de Foresta-Collonge, où avait logé le comte de Grignan, époux de Françoise de Sévigné, fille de la marquise de Sévigné. Les plans sont dessinés suivant les indications de l’architecte en chef du département, Michel-Robert Penchaud, qui a également construit l’arc de triomphe de la porte d’Aix et l’hôpital Caroline. Ils comprennent une école gratuite ouverte à tous, à une époque où l'enseignement est géré par l’Église catholique. Après quatorze mois de travaux, le culte d'inauguration a lieu le 9 octobre 1825. C'est le premier édifice religieux non-catholique bâti à Marseille. La presse de l'époque surnomme la rue Grignan la « rue de la Tolérance », parce qu'elle accueille alors une église catholique, le temple protestant et la grande synagogue de Marseille.
En 1868, l'architecte Henri-Jacques Espérandieu fait construire un étage de tribunes supplémentaire. En 1880, la tribune de l'orgue est agrandie. L'année suivante du 18 au 26 octobre 1881, le temple accueille le « Deuxième synode général officieux de l’Église réformée de France » commémoré par une plaque monumentale sur un mur de la nef. En 1883 est édifié le temple Menpenti, au 2 rue Roger-Brun – il est détruit en 2015. En 1890 est édifié un nouveau temple au 15 rue Bel-Air – aujourd'hui désaffecté.
Après la Première Guerre mondiale, deux plaques commémoratives sont installées dans le temple Grignan. La liste des soldats morts est accompagnée de deux versets « Les vaillants sont tombés dans la bataille » II Samuel I, 19 et « Ils n'ont pas aimé leur vie jusqu'à craindre la mort. » Apocalypse XII, 11.
Le 12 juin 1927 est inauguré le temple protestant de la rue de Tilsit – il est revendu en août 2002. 

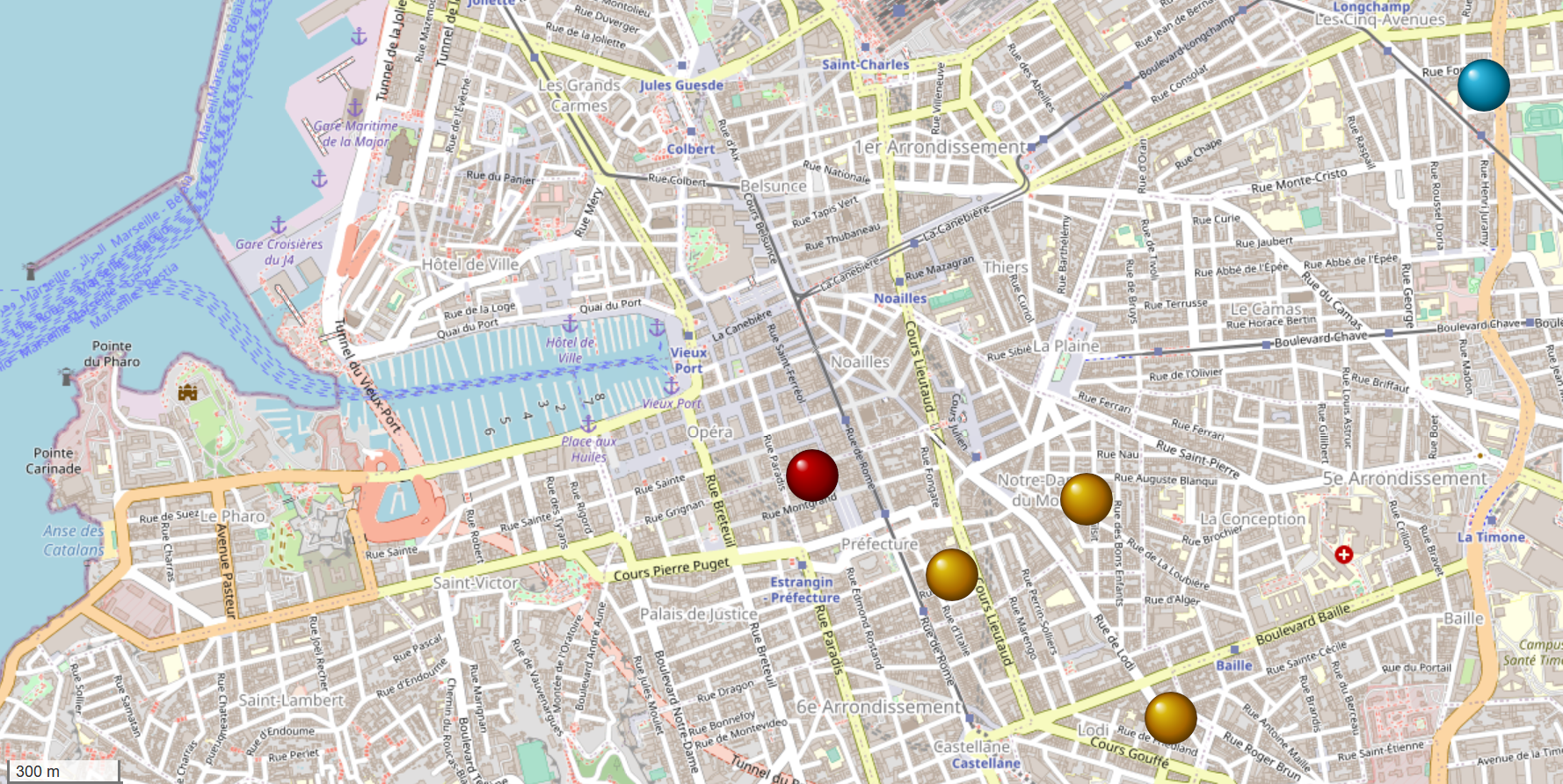
Temples réformés du centre de Marseille.
En rouge, temple Grignan
En bleu, temple Marseille-Provence
En jaune, anciens temples.

En 1954 est construit un nouveau temple, Marseille-Provence, au 29 boulevard Françoise-Duparc dans le 4e arrondissement. Dans les années 1980 est développée une nouvelle communauté dans les quartiers nord, Terre Nouvelle, au 68 chemin des Baumillon dans le 15e arrondissement. Un autre temple est édifié au sud, au 8 boulevard Magnan 9e arrondissement. Avec le temple d'Aubagne (inauguré en 1958), celui de La Ciotat et la Fraternité Belle-de-Mai de la Mission populaire évangélique dans le 3e arrondissement, ces Églises forment le Consistoire Arc-Phocéen de l'EPUdF.
Un nouvel orgue est installé au temple Grignan en 1982. En 2008, au rez-de-chaussée du bâtiment voisin est créé le Parvis du protestantisme, lieu d’accueil, de dialogue et de témoignage, ouvert sur la ville. Le temple de Grignan est rénové en 2011-2012.

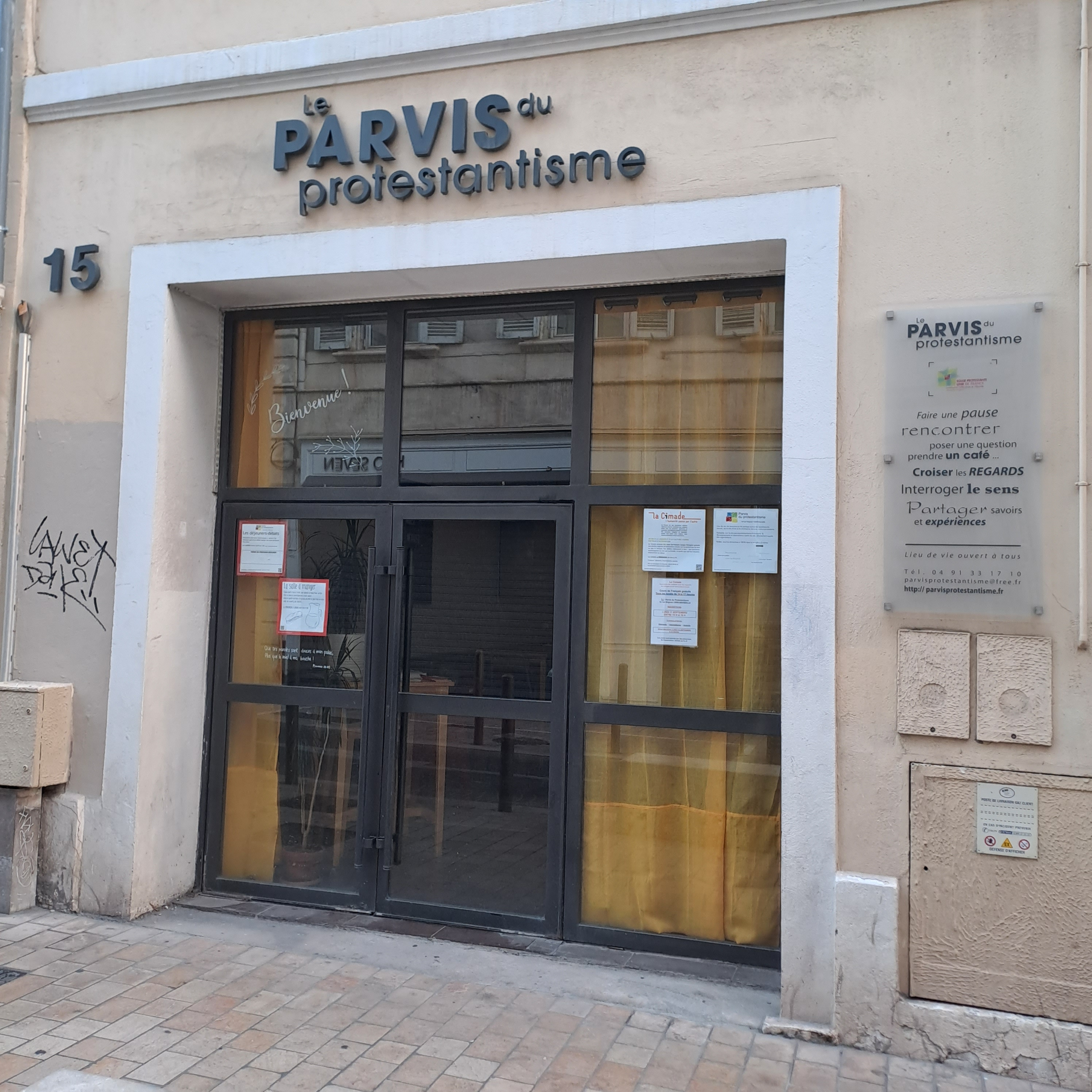
Parvis du protestantisme, 15 rue Grignan.

## Architecture

### Extérieur
Le temple s’ouvre sur la rue Grignan, par un portique à quatre colonnes cannelées d’ordre dorique surmonté d’un fronton sans ornementation. Une frise à l'Antique associe triglyphes, métopes et denticules. À droite du portique est suspendue une enseigne en fer forgé représentant une croix huguenote.
Une inscription au-dessus de la porte dédie le temple « Au Christ rédempteur » – qui remet debout.

### Intérieur
L’intérieur est de plan basilical fermé par une abside, deux galeries superposées ouvrent de part et d’autre sur la salle de culte, par une colonnade dorique. Ce plan est inspiré du Temple de Charenton édifié par Salomon de Brosse en 1623. Le plafond plat à caissons ménage un éclairage zénithal dans la partie centrale. Douze colonnes soutiennent le temple, rappelant les 12 tribus d’Israël et que l’Église est apostolique, fondée sur les 12 disciples de Jésus. Elles guident le regard vers la lumière et incitent à l’élévation.

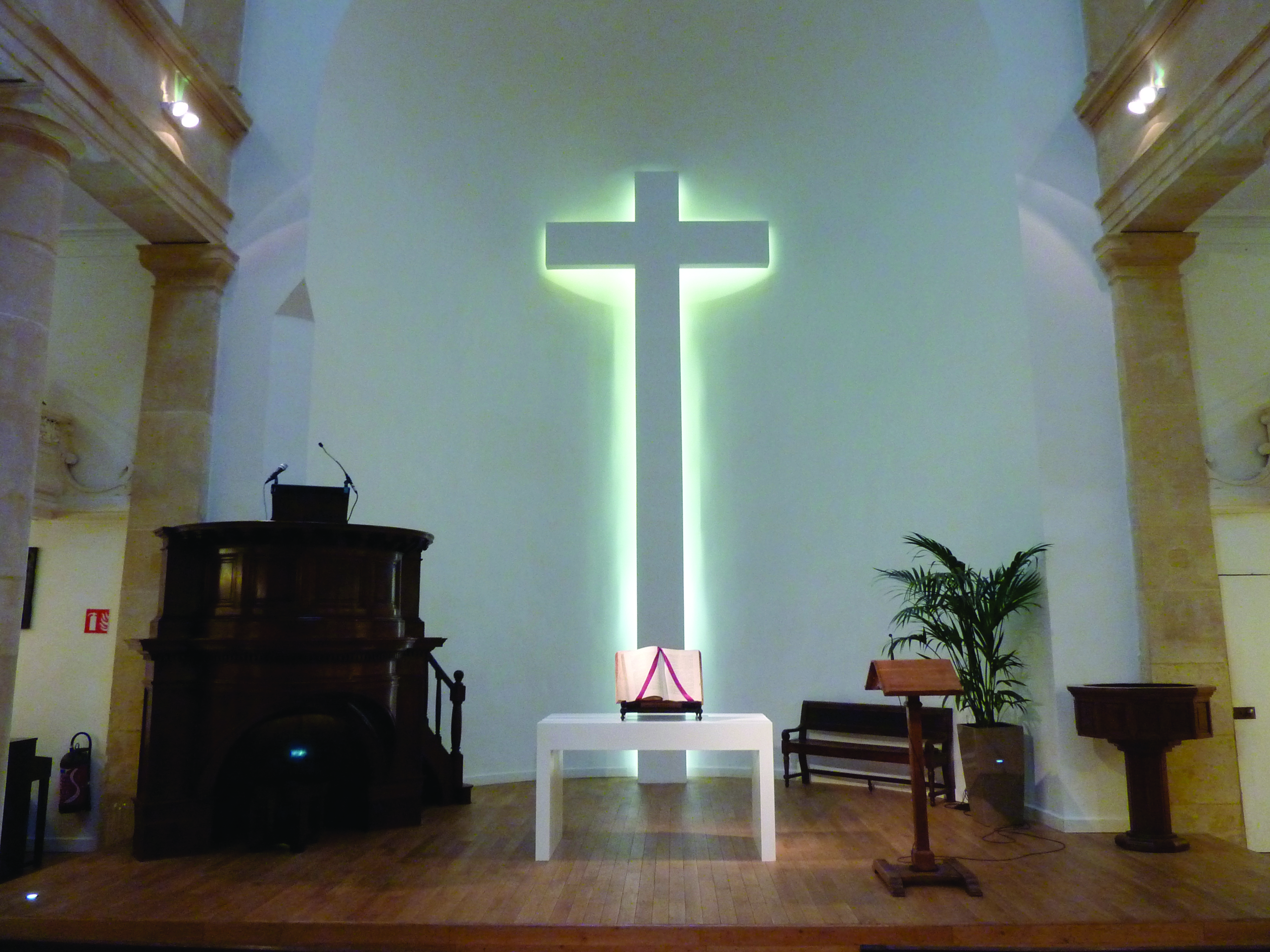
Intérieur du temple, chaire, table, bible, baptistère et croix.
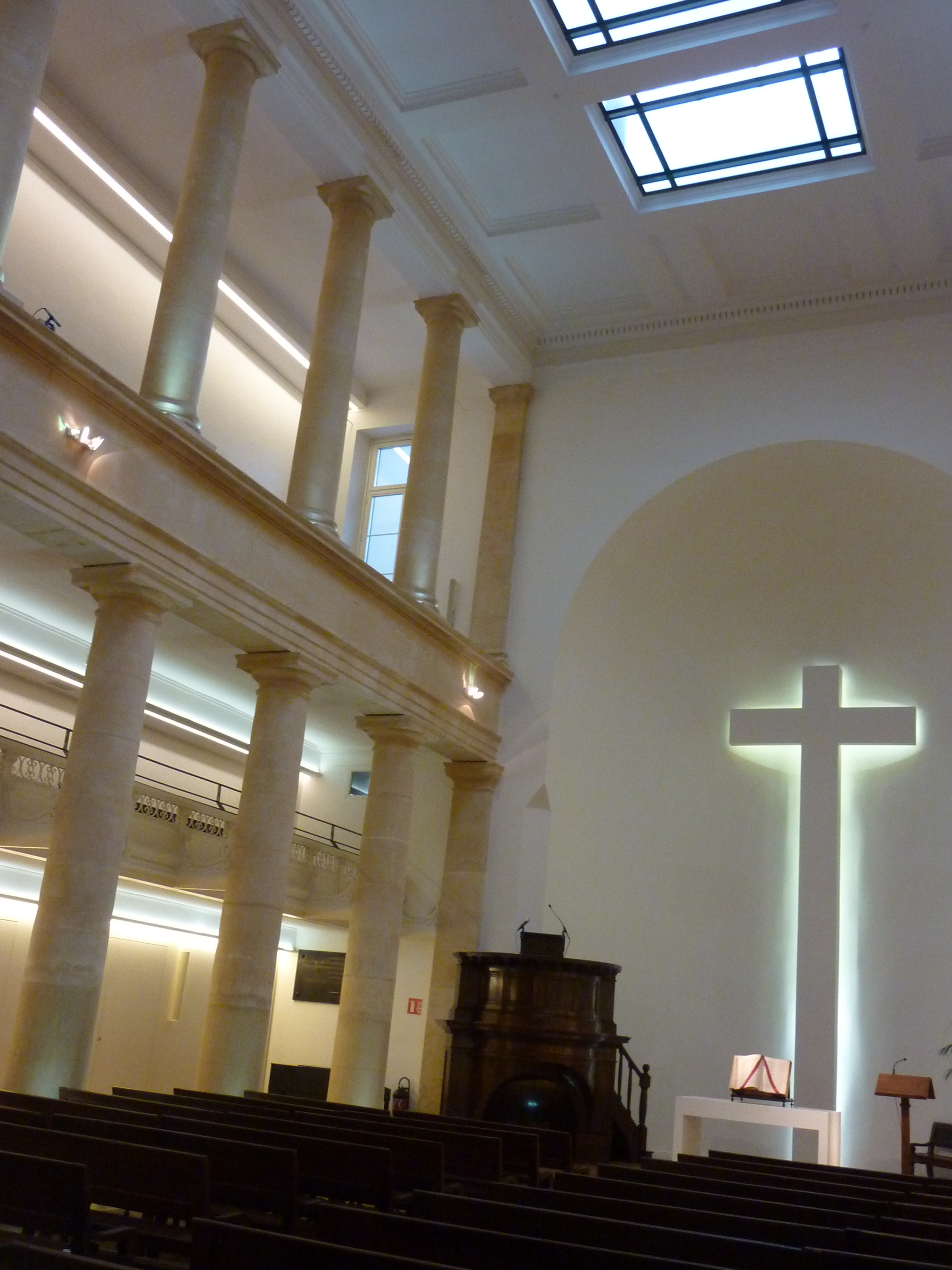
Autre vue intérieur du temple.

### Orgue

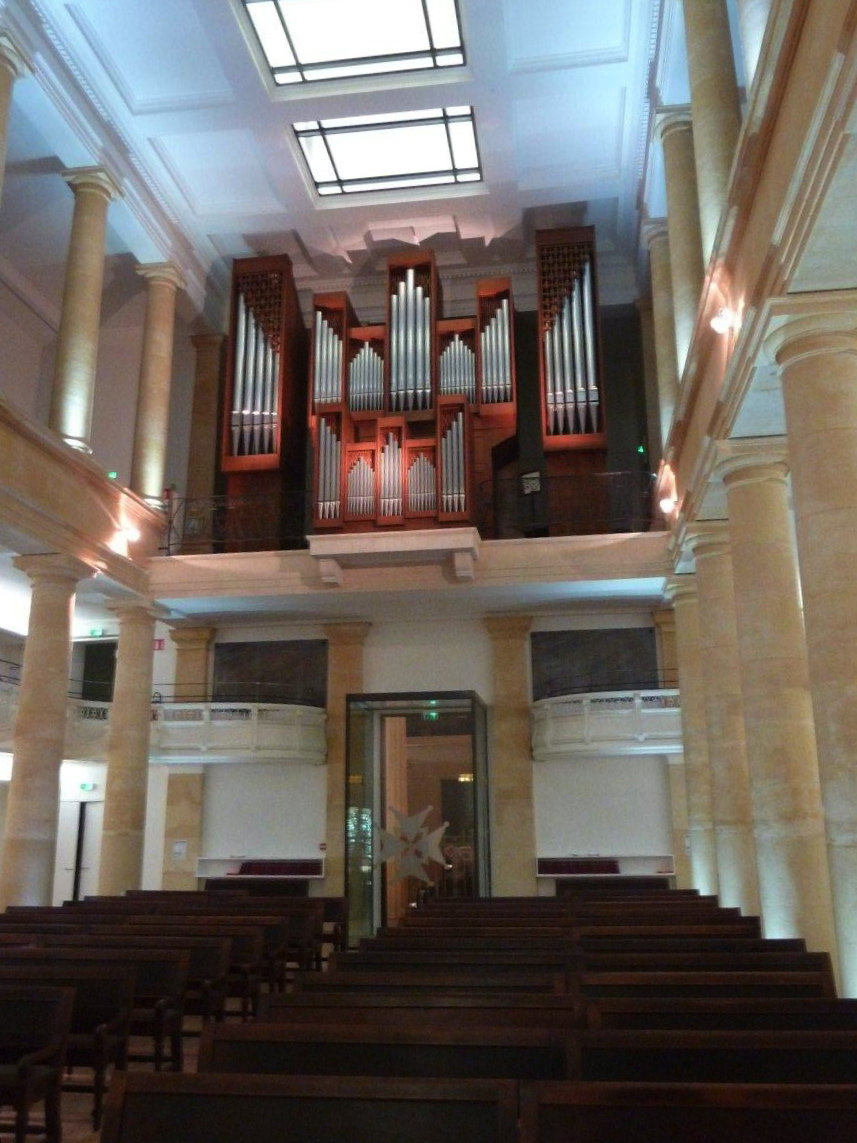
L'orgue

Dans le temple de la rue Venture, un orgue a été installé, inauguré le 13 mai 1804. Cet instrument est déménagé au moment de la construction du temple de Grignan. Étant insuffisant pour le nouvel édifice, il est remplacé en 1943 par les facteurs Daublaine et Calinet et est réceptionné en 1943. En 1977, il est décidé de réutiliser la tuyauterie et la mécanique existante pour un nouvel instrument. La maison Alfred Kern de Strasbourg est choisie. L'orgue magistral Kern date de 1982, comporte 2 claviers de 56 notes et un pédalier de 30 notes.
| 1er clavier : positif de dos = 56 notes                                                                                         | 2ème clavier : Grand orgue = 56 notes                                                                       | Pédale : 30 notes                                         |
| --- | --- | --------------------------------------------------------- |
| Bourdon 8 Prestant 4 Flûte à cheminée 4 Flageolet 2 Quinte 1 1/3 Cymbale 3 rgs Voix Humaine 8 Tremblant (commun aux 2 claviers) | Quitaton 16 Montre 8 Flûte à cheminée 8 Octave 4 Gemshorn 2 Sesquialtera 2 rgs Fourniture 4 rgs Trompette 8 | Bourdon 16 Principal 8 Principal 4 Posaune 16 Chalumeau 4 |